# Ленард (Северна Дакота)
Ленард (енгл. Leonard) град је у америчкој савезној држави Северна Дакота.

## Демографија
По попису из 2010. године број становника је 223, што је 32 (-12,5%) становника мање него 2000. године.
| Група             | 2000.       | 2010.       |
| Белци             | 250 (98,0%) | 215 (96,4%) |
| Афроамериканци    | 0 (0,0%)    | 0 (0,0%)    |
| Азијати           | 0 (0,0%)    | 0 (0,0%)    |
| Хиспаноамериканци | 1 (0,4%)    | 5 (2,2%)    |
| Укупно            | 255         | 223         |